# Creagrutus affinis
Creagrutus affinis är en fiskart som beskrevs av Steindachner, 1880. Creagrutus affinis ingår i släktet Creagrutus och familjen Characidae. Inga underarter finns listade i Catalogue of Life.